# Glàndula (botànica)

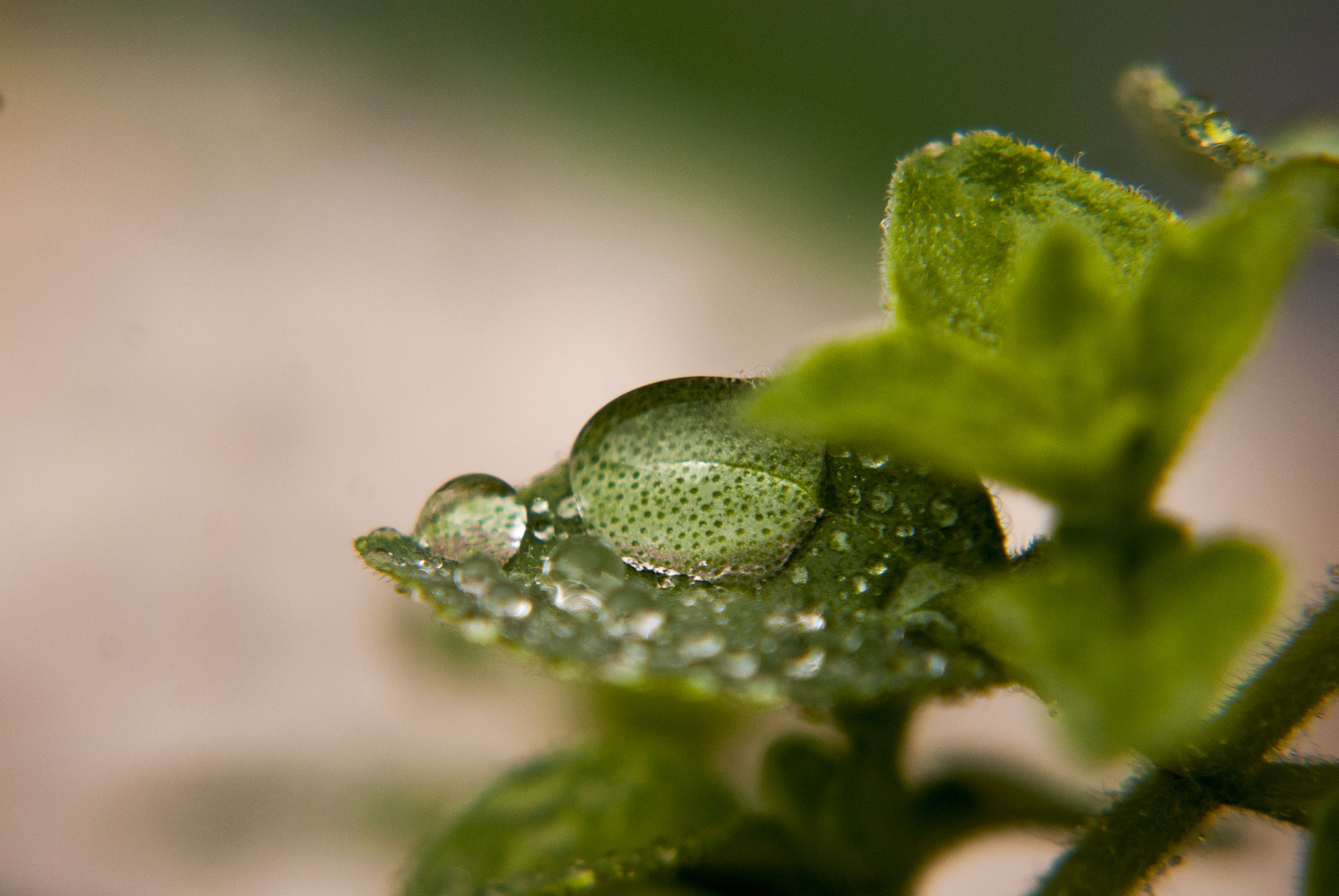
Fulles de l'orenga amb gotetes d'aigua que magnifica les glàndules sebàcies

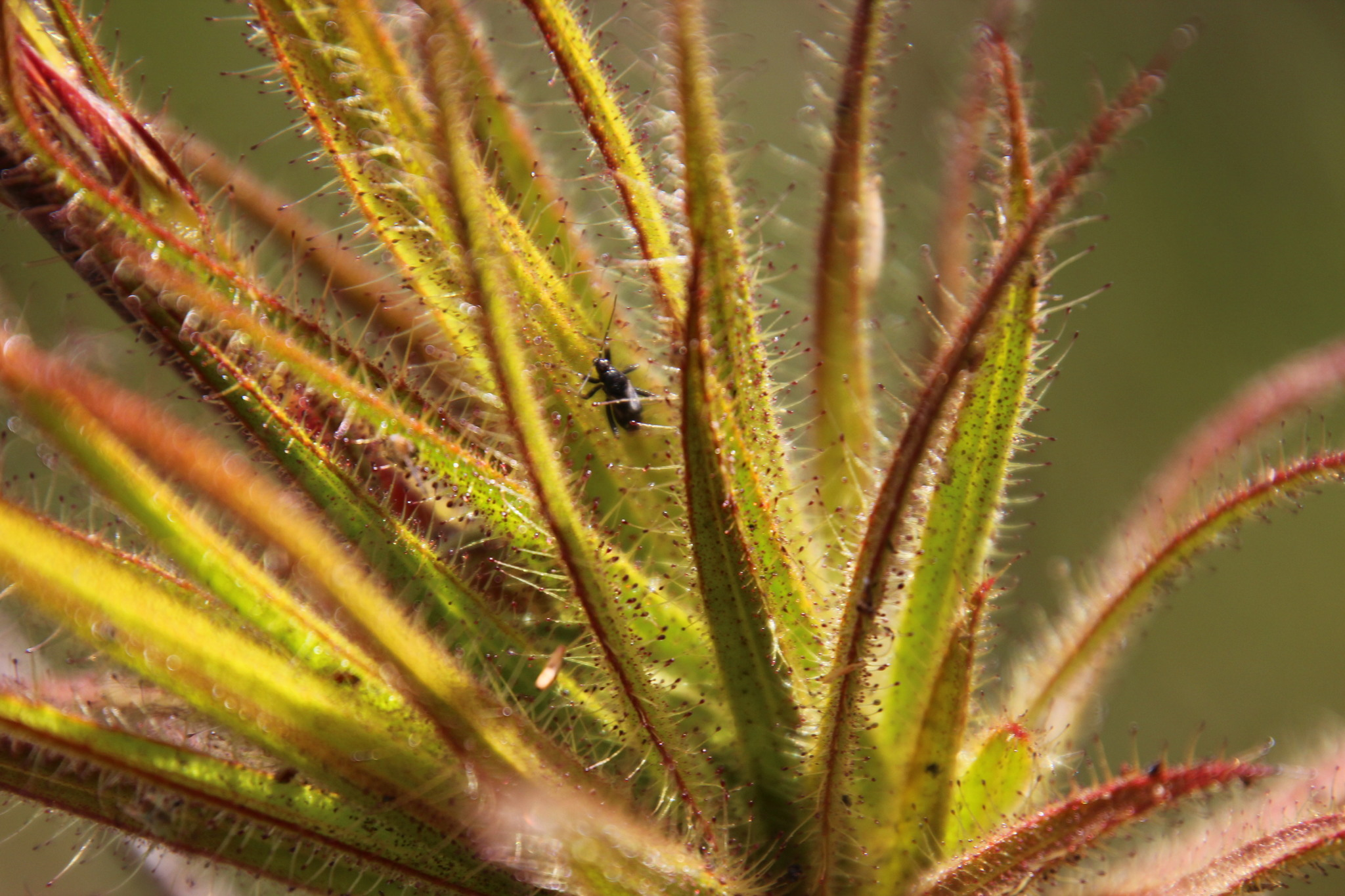
Roridula gorgonias Roridula gorgonias que mostren tentacles glandulars que segreguen una resina que atrapa els insectes. Foto: Tony Rebelo

En les plantes, una glàndula es defineix funcionalment com una estructura vegetal que segrega un o més productes. Es pot situar a sobre o a prop de la superfície de la planta i secretar-la externament, o ser interna de la planta i secretar-la en un canal o embassament. En son exemples els pèls glandulars, nectaris, hidatodes i els canals de resina dels pins.

## Exemples notables

### Glàndules salines del manglar
Les glàndules salines dels manglars com Acanthus, Aegiceras, Aegialitis i Avicennia són uns tricomes pluricel·lulars distintius, un pèl glandular que es troba a la superfície superior de la fulla i molt més densament a l'indument abaxial. A la superfície superior de la fulla estan enfonsats en fosses poc profundes, i a la superfície inferior es presenten dispersos entre llargs pèls no glandulars formats per tres o quatre cèl·lules. El desenvolupament de les glàndules s'assembla al dels pèls no glandulars fins a l'etapa de tres cèl·lules, quan apareix la cèl·lula de la tija mitjana curta. La glàndula salina continua desenvolupant-se per produir de dues a quatre cèl·lules vacuolades al nivell de l'epidermis, la cèl·lula de la tija amb una paret gairebé completament cutinitzada i almenys vuit cèl·lules terminals. Les cèl·lules terminals tenen una cutícula fina i perforada que se separa de les parets cel·lulars de forma apical, deixant una cavitat tancada entre elles. La sal secretada s'evapora i forma cristalls visibles.

### Glàndules secretores de cannabinoides del cànnabis
Les plantes de Cannabis estan àmpliament cobertes de glàndules sèssils i altres pèls a les parts aèries de la planta. Hi ha una concentració particularment elevada de glàndules a les bràctees de la planta femenina. Una vegada que comença la formació de flors, algunes de les glàndules, especialment en les bràctees properes a les flors, desenvolupen tiges que les projecten cap a fora des de la superfície de la planta. Les glàndules consisteixen en una capa de cèl·lules de disc, la superfície externa de la qual es divideix per crear una gran cavitat secretora revestida per components de la paret cel·lular i la cutícula. Juntes, les cèl·lules del disc i la cavitat secretora formen un cap rodó sobre la tija estreta. Aquestes cavitats contenen grans quantitats de cannabidiol en soques productores de cànem, o tetrahidrocannabinol i cannabinol en altres plantes de cànnabis. Aquests compostos semblen produir-se a partir de plastidis especialitzats anomenats lipoplasts. Aquests produeixen esferes de secrecions olioses, inclosos els terpens, que travessen la membrana i la paret cel·lular per acumular-se com a vesícules en la cavitat secretora. La reacció final als cannabinoides sembla que es produeix fora del citoplasma de la cèl·lula del disc. Les glàndules s'enfosqueixen gradualment a mesura que maduren, amb la pèrdua de cannabinoides amb el temps (potser per evaporació) i finalment se sotmeten a una abscisió de la planta.